# منطقه شمال برزیل

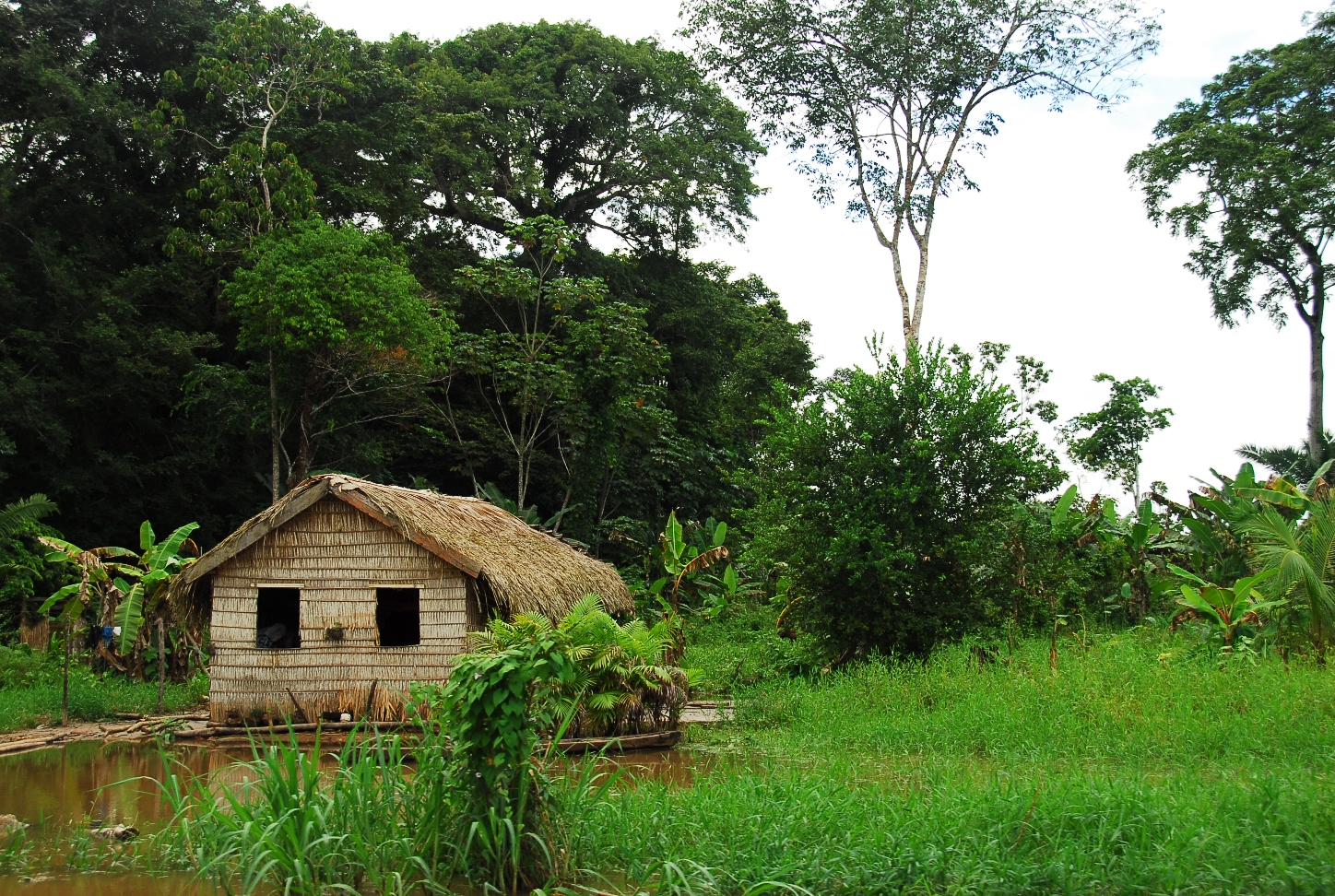
منطقه شمال برزیل

منطقه شمال برزیل (به پرتغالی: North Region, Brazil) یک منطقه در برزیل است.

## خصوصیات
منطقه شمال برزیل ۳٬۸۵۳٬۳۲۷٫۲ کیلومترمربع مساحت و ۱۴٬۷۲۶٬۰۵۹ نفر جمعیت دارد.

## شهرها
| شهر            | جمعیت (۲۰۰۷) |
| -------------- | ------------ |
| مانائوس        | ۱٬۶۱۲٬۴۷۵    |
| بلم            | ۱٬۴۰۸٬۸۴۷    |
| انانین‌دعا، پرا | ۴۸۴٬۶۰۰      |
| پورتو ولیو     | ۴۲۶٬۵۵۸      |
| ماکاپا         | ۳۶۸٬۳۹۷      |
| ریو برانکو     | ۲۸۸٬۶۱۴      |
| سانتارم        | ۲۷۴٬۰۷۴      |